# コルトレイク
コルトレイク（オランダ語: Kortrijk [ˈkɔrtrɛik] ( 音声ファイル), フランス語: Courtrai [kuʁtʁɛ]）は、ベルギー・フランデレン地域ウェスト＝フランデレン州の都市および基礎自治体である。コルトレイクはコルトレイク行政区最大の都市で、首府でもあり、裁判所や行政庁の所在地である。コルトレイクはコルトレイク市部と、アールベーケ、ベレーヘム、フーレ、ビッセヘム、コーイヘム、マルケ、ロレヘムの各自治体によって構成されている。コルトレイクはライエ川 (Leie) に面しており、ヘンクの南西42km、フランス・リールの北東25kmの場所に位置している。コルトレイク、リールは国境を挟み人口190万人の都市圏を形成している。

## 歴史

### 13世紀まで
古代にはコルトリアクム（Cortoriacum）として、ライエ川近くのガロ・ローマ文化の典型的な街道の交差地点として存在していた。交差していた、ローマ街道はトンゲレン、カッセル、トゥルネー、アウデンブルフなどと結ばれていた。9世紀、フランドル伯ボードゥアン2世の治世時にヴァイキングからの防御のため要塞が設けられている。1190年、フランドル伯フィリップ・ダルザスより町は特権を得る。人口の伸張は新たな防御壁を必要とし、今日でもその一部を見ることが出来る。
13世紀、ポルトガル王サンシュ1世の息子でフランドル女伯ジャンヌの夫フェルナンドと従兄弟であるフランス王ルイ8世との間で戦いが起こり、町は破壊されたが、フランドル伯はすぐに町を再建した。また、当時コルトレイクは最重要品の中核となるリンネルを得る。

### 金拍車の戦い
1302年、ブルージュの市民はフランドルをフランスが併合したことに対して蜂起し、フランス勢の駆逐に成功した。5月18日、フランス人市民は虐殺されたが、そのことに関しては罰せられることはなかった。後に続く有名な戦いである金拍車の戦いは、フランドルの市民や農民とフィリップ4世の騎士の間で7月11日にコルトレイク近くで起こった戦いで、フランドル側が勝利を収めた。現在ではこの戦いの勝利を記念し、すべてのフラマン人の共同体では国民の祝日となっている。
1323年には続いて、フランスの再びの侵略からフラマン人は領主であるフランドル伯ルイ1世に対して蜂起を起こしている。フラマン人はカッセルの戦いによってフランスに対する捕捉を固めている。フランドル伯ルイ1世の息子であるルイ2世は1381年に都市を再び手にしているが、続く年に起こったローセベークの戦いで、新たな略奪や破壊の結果となった。

### 15世紀から現代まで
15世紀中はブルゴーニュ公の下で栄えるが、ブルゴーニュ女公マリーが1482年に死去した後、再びフランスとの戦いに巻き込まれた。16世紀は宗教改革とオランダのスペインに対する蜂起によって、対立が生み出されることが際立っていた。フランス革命後、ナポレオン時代に亜麻をベースとする織物工業によって、都市全体の経済は再び栄えるようになった。コルトレイクは1917年夏に激しい爆撃を受けたが、1944年には再びそれ以上に激しい爆撃を受けている。コルトレイクはドイツ軍にとって重要な鉄道の拠点となっていたため連合国軍の攻撃ターゲットにされていた。1944年7月21日にアブロ ランカスターによって、中心部に5,000発もの爆弾によって空爆が行われた。歴史的な建物や中央広場、古い鉄道駅は破壊されてしまった 。

## コルトレイクの行政区

地区区分

1977年から現在の行政区に統合されている。
- I コルトレイク(Kortrijk)
- II フーレ(Heule)
- III ビッセヘム(Bissegem)
- IV マルケ(Marke)
- V アールベーケ(Aalbeke)
- VI ロレヘム(Rollegem)
- VII ベレーヘム(Bellegem)
- VIII コーイヘム(Kooigem)

## 見所
- 中央広場 (Grote Markt ; グロート・マルクト[3])
- 市庁舎 (Stadhuis) - 後期ゴシック様式のファサードとルネサンス様式の市庁舎
- 会館の塔 (Halletoren) - 世界遺産「ベルギーとフランスの鐘楼群」
- ベギン会修道院 (Begijnhof) - 世界遺産「フランドル地方のベギン会修道院群」

他にも数多くの博物館や教会など見所が多い街である。
- 旧教会
- 鐘楼

## 交通

### 幹線道路
- E17 北東方向へはヘント、アントウェルペン、南西方向はリール、パリ方面と結ばれている。
- E403　北方向へはブルージュ、オステンド、トゥルネー、モンス、シャルルロワ方面と結ばれている。

### 鉄道
- コルトレイク駅よりアントウェルペン、ヘント、ブリュッセルなど各方面と結ばれている。ブリュッセル国際空港への直通列車も運行されている。

## スポーツ
- KVコルトレイク ジュピラーリーグに所属しているサッカークラブ。

## ゆかりの人物
- グレッグ・レモン　自転車競技選手
- ピエール・ド・ラ＝リュー　作曲家

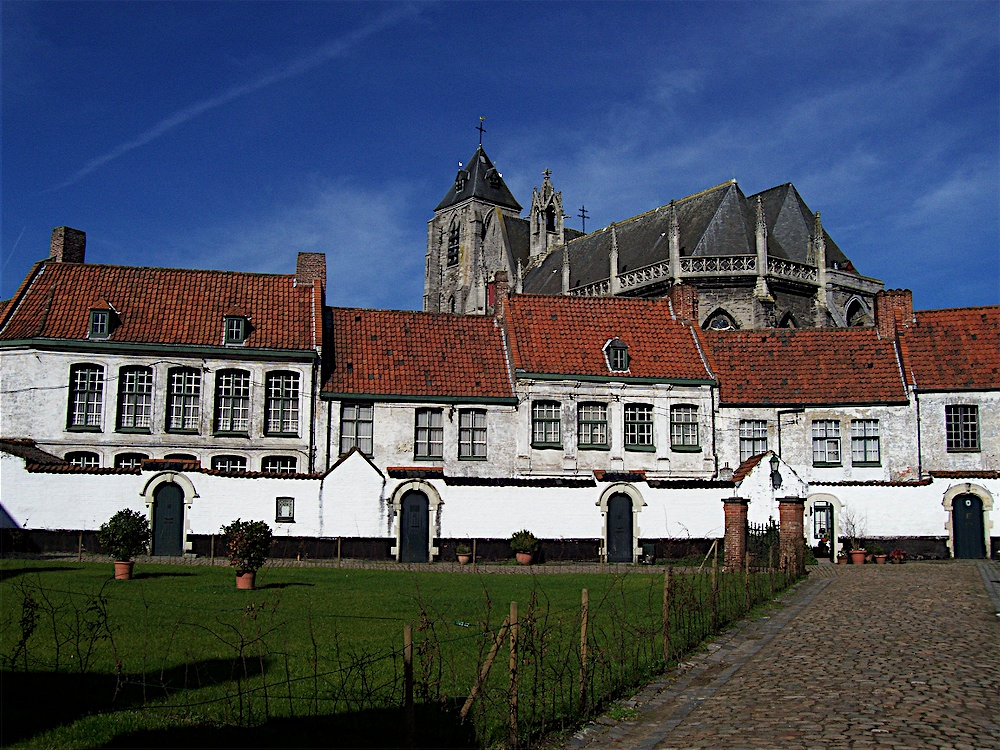
old town

- アン・ドゥムルメステール　ファッションデザイナー
- ステイン・デヴォルデル　自転車競技選手
- レイフ・ホスト　ロードレース選手
- グザビエ・マリス　プロテニス選手
- ルーラント・サーフェリー　画家
- ヤコブス・ファート　作曲家
- ジェラ・バンデカバイエ　柔道家
- セプ・ファンマルク　自転車選手
- クリストフ・ファンデワル　自転車選手
- ストフェル・バンドーン　レーシングドライバー

## 姉妹都市
- バート・ゴーデスベルク ドイツ
- フラスカーティ　イタリア
- グリーンビル　アメリカ
- ラホール　パキスタン
- サン・クルー　フランス
- ウィンザー・メイデンヘッド　イギリス
- 台南市　台湾